# Cham (zanger)
Damian Beckett (Saint Andrew (Jamaica), 24 februari 1979), beter bekend als Cham (voorheen: Baby Cham), is een Jamaicaanse rapper, singer-songwriter en acteur. Hij is het meest bekend van zijn hitsingles uit 2006: 'Ghetto Story', Ghetto Story Chapter 2' (ft. Alicia Keys) en 'Vitamin S'.

## Discografie
| Year | Album            |
| ---- | ---------------- |
| 2000 | Wow... The Story |
| 2006 | Ghetto Story     |

- Bibliothèque nationale de France: cb14048067r (data)
- Gemeinsame Normdatei: 135228417
- International Standard Name Identifier: 0000 0000 7252 3311
- Library of Congress Control Number: n2004155160
- MusicBrainz: 02f412ba-daac-430f-a934-6e897b611472
- Système universitaire de documentation: 084290315
- Virtual International Authority File: 100320203
- WorldCat: E39PBJbxFmwqFyvwJgcRpXf6rq